# Palatul familiei Haji Gulular
Palatul familiei Haji Gulular este un monument istoric și arhitectural situat în orașul Shusha. Construcția casei de tip palat cu trei etaje a fost începută în 1849, în cartierul (mehella) Chukhur al orașului Shusha, din ordinul comerciantului celei de-a doua bresle Gulu Muhammadali oglu. Cunoscută sub numele de Palatul Haji Gulular, această proprietate a uimit pe toți cei din Shusha cu stilul său arhitectural și culoarea națională. Palatul avea 46 de camere și două camerele de zi mari.
Palatul are un plan dreptunghiular alungit, construit de-a lungul peretelui despărțitor și o scară ce leagă camerele de serviciu de la primul etaj cu sălile de mese și de dormitoarele de
la etajul doi. Etajul trei al clădirii care este complet paradă, este format dintr-un hol mare și camere de oaspeți situate alături. Pe fațada cu vedere la curte, există o verandă deschisă cu trei etaje.
În zilele noastre, unele părți ale zidurilor s-au păstrat.

## Istorie

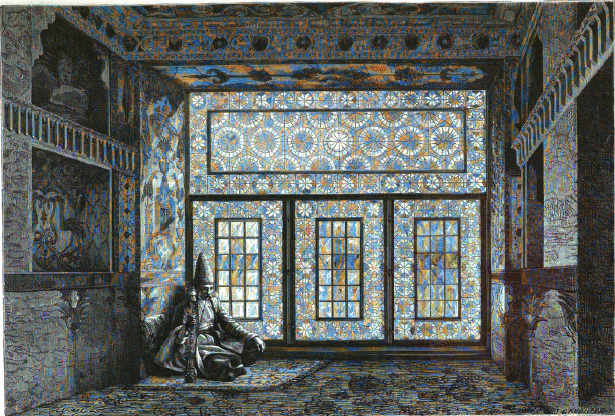
Interiorul unei camere de zi cu o fereastră shebeke a palatului în desenul lui Vasily
Vereshchagin, 1865

Această proprietate a fost construită în cartierul Chukhur din Shusha în 1849 de Gulu Mahammadali oglu, un comerciant al Breslei a Doua. Haji Gulu, care a servit cândva lui Jafargulu khan Muhammadhasan aga oglu Sarijali-Javanshir, mai târziu s-a angajat ulterior în comerț. În consecință, de-a lungul timpului, el a devenit unul dintre cei mai bogați negustori ai orașului Shusha și a strâns bogății considerabile prin inteligența, ingeniozitatea și inteligența sa.
Cunoscută sub numele de Palatul Haji Gulular, această proprietate a uimit pe toți cei din Shusha cu stilul său arhitectural și culoarea națională. Palatul avea 46 de camere și două camere de zi mari.
Palatul are un plan dreptunghiular alungit, construit de-a lungul peretelui despărțitor și o scară ce leagă camerele de serviciu de la primul etaj cu sălile de mese și de dormitoarele de
la etajul doi. Etajul trei al clădirii care este complet paradă, este format dintr-un hol mare și camere de oaspeți situate alături. Pe fațada cu vedere la curte, există o verandă deschisă cu trei etaje. În prezent, unele părți ale zidurilor au fost păstrate.

## Caracteristici arhitecturale
Casa cu trei etaje are în plan forma unui dreptunghi alungit. O scară leagă camerele de serviciu de la primul etaj cu sălile de mese și dormitoarele de la etajul doi. Etajul trei al clădirii care este complet paradă, este format dintr-un hol mare și camere de oaspeți situate alături. Pe fațada cu vedere la curte, există o verandă deschisă cu trei etaje. O scară construită în spatele casei duce la verandă. 
Camerele sunt construite în conformitate cu scopul lor oficial. Alături de camera de zi mare sub formă de hol, care este tipic pentru casele bogate Shusha, sălile de mese și dormitoarele au forme arhitecturale care corespund profilului utilizării lor. Comunicarea cu primul etaj se face prin scara principală și alta pentru
servitori. 
Spre deosebire de majoritatea caselor și palatelor Shusha, are un număr considerabil de ferestre mari ce au fost instalate în palatul familiei Haji Gulular, situate pe toate fațadele clădirii. Toate ferestrele sunt realizate în stilul shebeke.

## Galerie foto

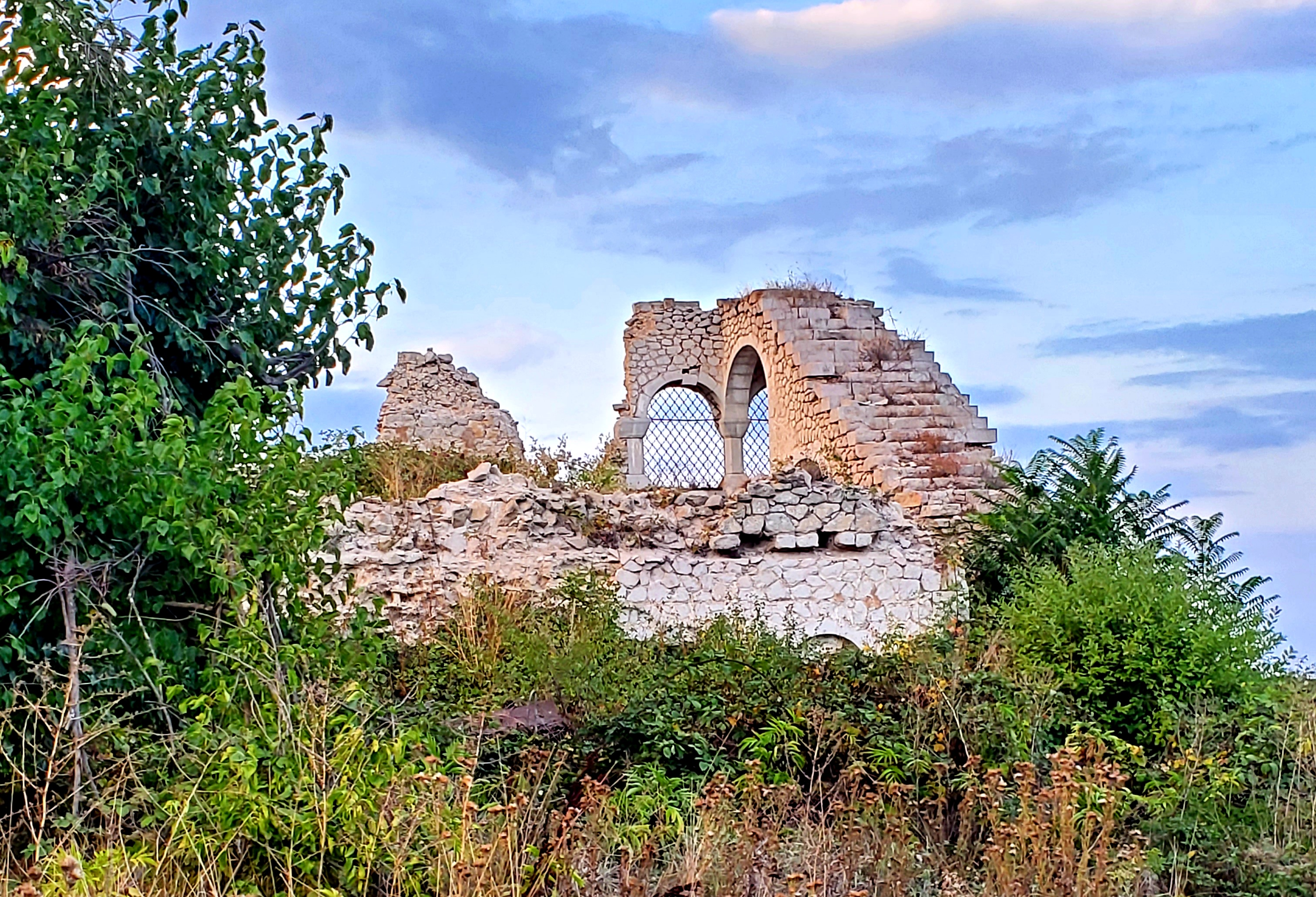
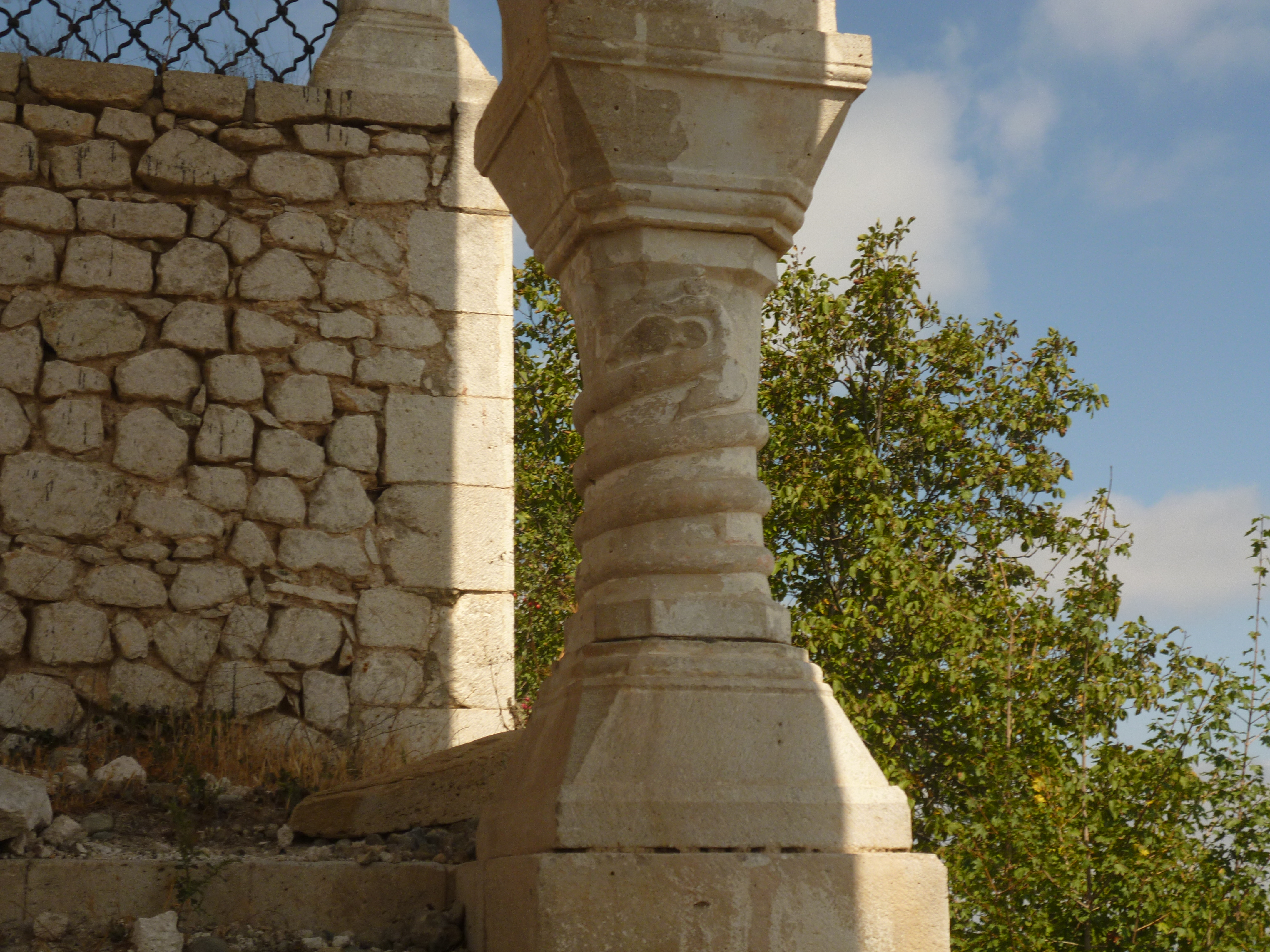
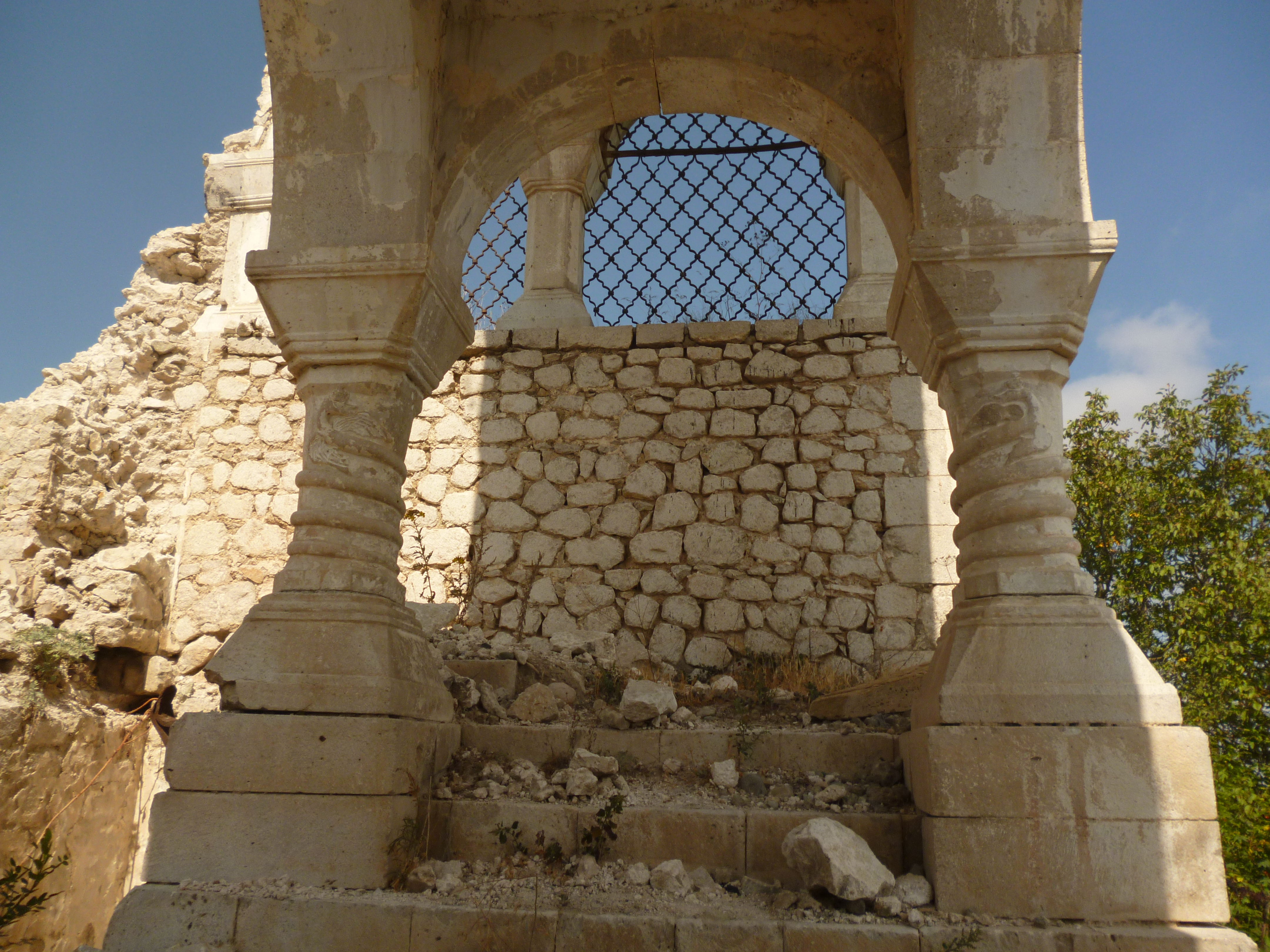
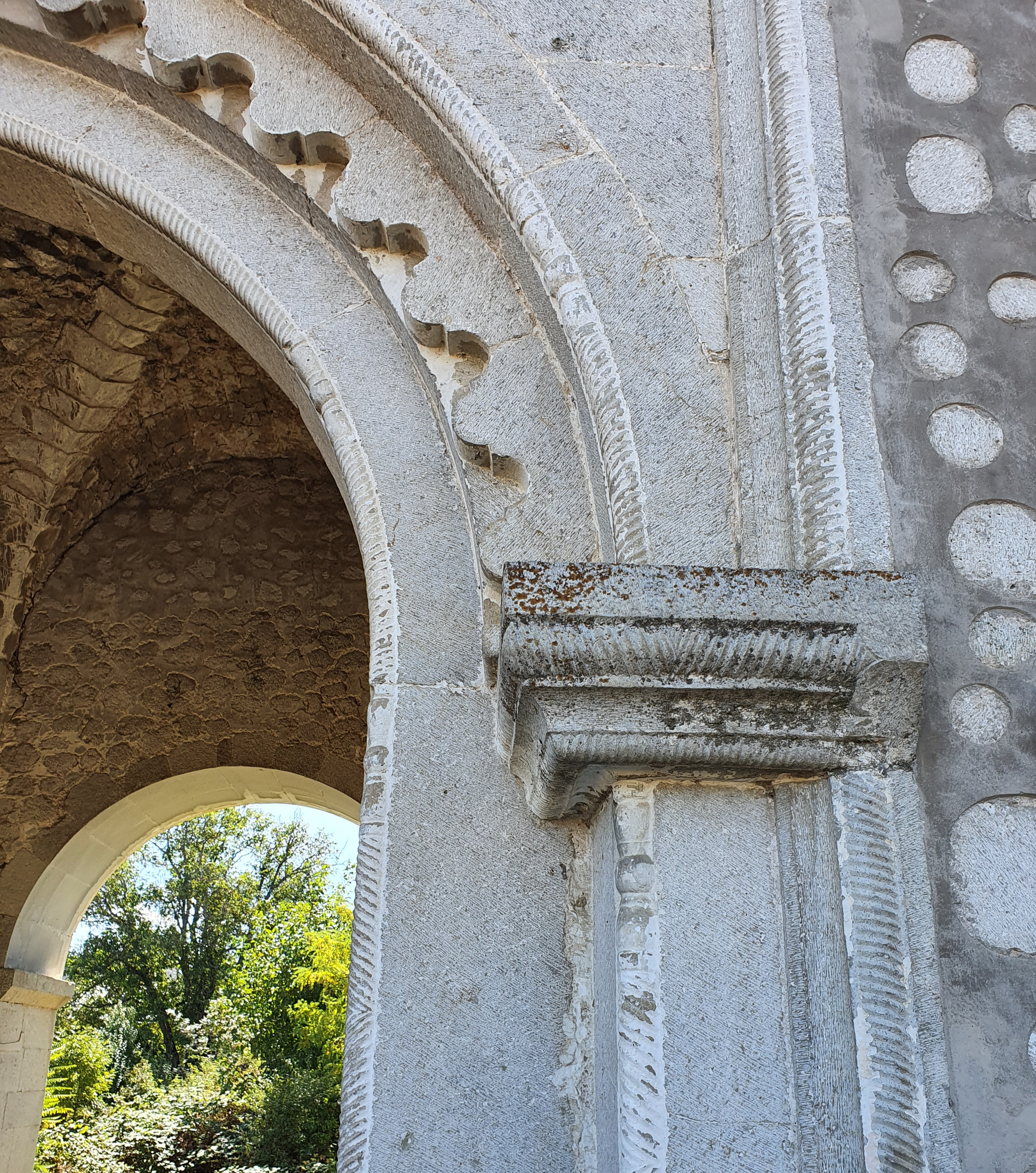
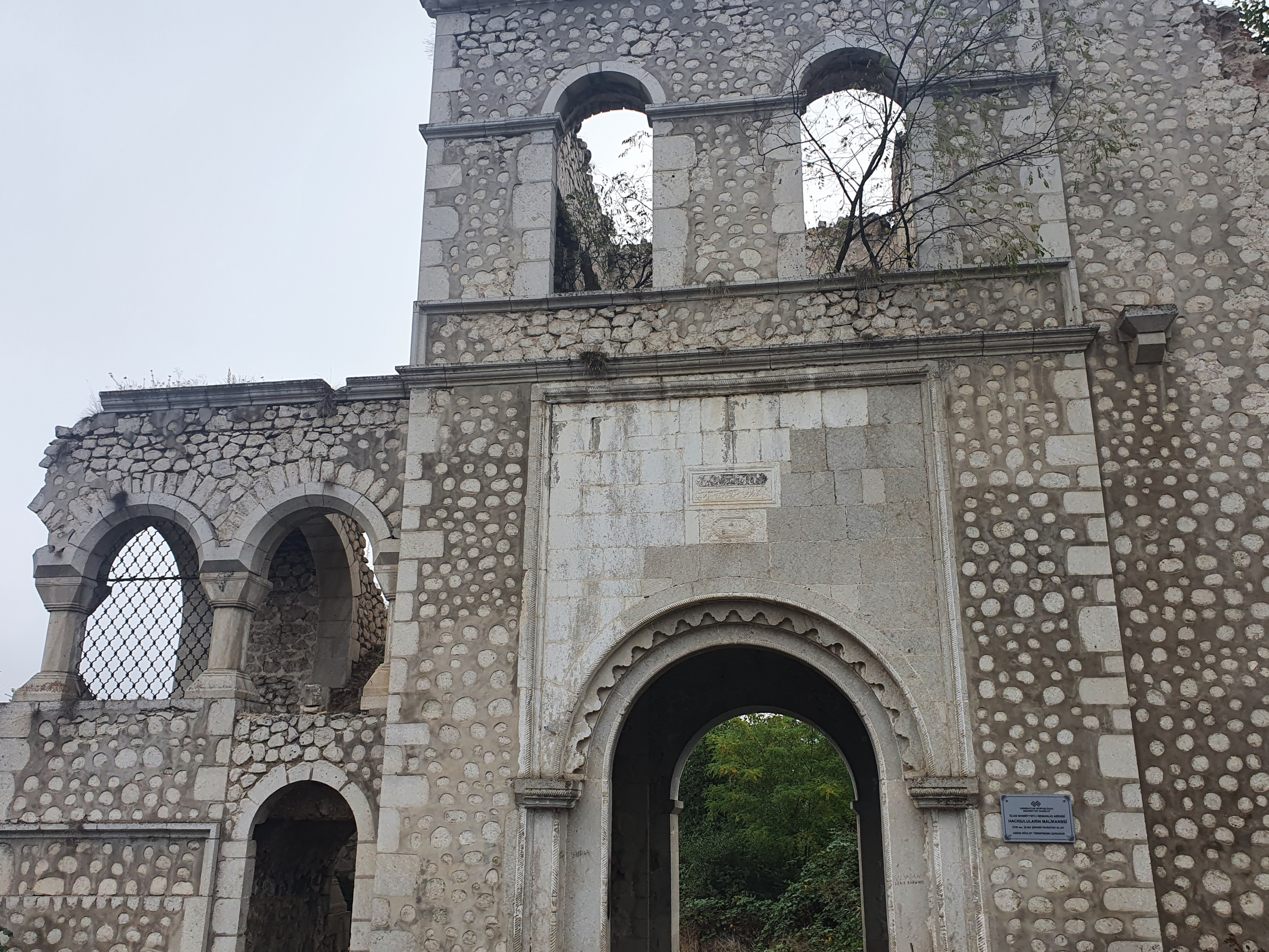
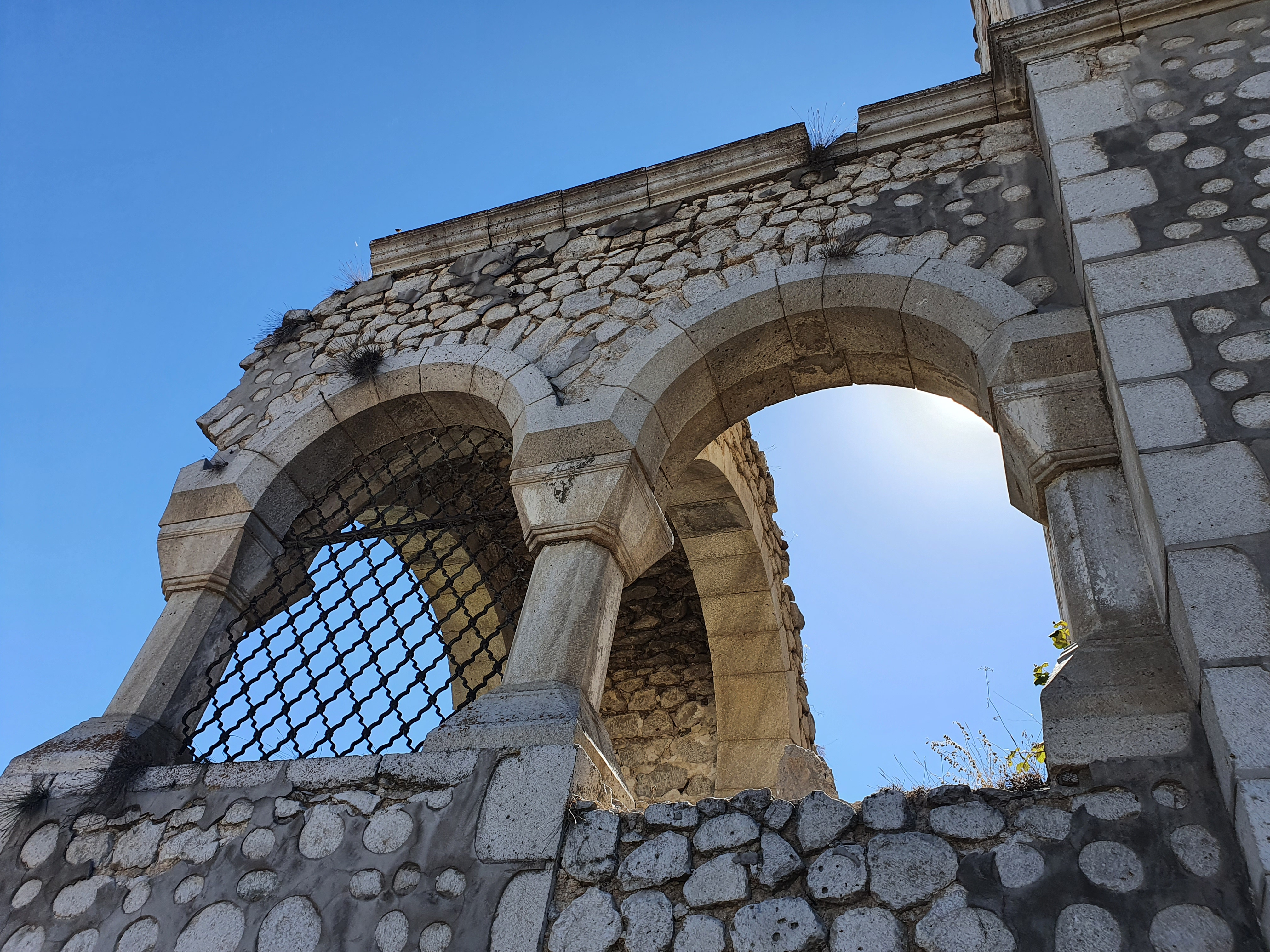